# شعيب أبو مدين
أبو مدين شعيب بن الحسين الأنصاري الأندلسي والمعروف باسم سيدي بومدين أو أبو مدين التلمساني ويلقب بـ«شيخ الشيوخ» ولقبه ابن عربي بـ«معلم المعلمين» (509 هـ/ 1115 م - 594 هـ/ 1198 م): فقيه ومتصوف وشاعر أندلسي، يعد مؤسس أحد أهم مدارس التصوف في بلاد المغرب الكبير والأندلس، تعلم في إشبيلية وفاس وقضى أغلب حياته في بجاية وكثر أتباعه هناك واشتهر أمره، فوشى به البعض عند يعقوب المنصور الموحدي بمراكش، فبعث إليه الخليفة للقدوم عليه لينظر في مزاعم حول خطورته على الدولة الموحدية، وفي طريقه مرض وتوفي نواحي تلمسان، وبنى سلاطين بني مرين بضريحه مسجداً ومدرسة. ولأبي مدين شعيب مؤلفات كثيرة في التصوف، وديوان في الشعر الصوفي وكذلك تصانيف من بينها «أنس الوحيد ونزهة المريد» في التوحيد.

## مولده ونشأته
ولد سنة 509 هـ/ 1115 م في مدينة قطنيانة بالقرب من إشبيلية، ونشأ على تعلم القرآن وهو مشتغل برعي الغنم لأهله، وازداد اهتمامه بالقرآن فعزم على حفظه، فقرر الارتحال لبلاد المغرب، وهو في رحلته لطلب العلم جال مدن سبتة وطنجة بالشمال، واشتغل مع الصيادين ثم انتقل إلى مراكش بالجنوب وانخرط في سلك الجندية وفيها نصحه أحدهم بالتوجه لفاس. 
سافر أبو مدين إلى فاس وهناك أخذ عن شيوخ ولازمهم ومال عن آخرين، وممن لازمهم وأخذ عنهم: الشيخ أبو يعزى بلنور (توفي 572 هـ)، والشيخ علي بن حرزهم (توفي 559 هـ) الذي قرأ عليه «الرعاية» للمحاسبي، والشيخ أبو الحسن بن غالب أخذ عنه كتاب السنن للترمذي، والشيخ أبو عبد الله الدقاق أخذ عنه التصوف.

### الحج للمشرق
قرر الشيخ أبو مدين الذهاب إلى الحج، وفي رحلته إلى المشرق أخذ عن العلماء والتقى بالزهاد والأولياء، وكان من أشهر ما حدث له في هذه الزيارة لقاؤه بالشيخ عبد القادر الجيلاني، فقرأ عليه في الحرم الأحاديث وألبسه خرقة الصوفية. وبعد زيارته المباركة للمشرق، رجع إلى إفريقية واستوطن في شرق الجزائر في مدينة بجاية حيث عاش هناك أغلب فترات حياته، وهنالك ظهر فضل الشيخ وكثر أتباعه وشاع اسمه وأقام بمسجد بجاية للتدريس وشرع في نشر طريقته بين الناس وكان يقول: «طريقتنا هذه أخذناها عن أبي يعزى بسنده عن الجنيد عن سري السقطي عن حبيب العجمي عن الحسن البصري عن علي بن أبي طالب رضي الله عنهم عن النبي صلى الله عليه وسلم عن جبرائيل عليه السلام، عن رب العالمين جل جلاله».
في بلدة بجاية أنجب ولده مدين فعرف بأبي مدين، وظل يمارس الوعظ والإرشاد في جامع البلدة ومدرستها حتى بلغ الثمانين من عمره وعرف في كل بلاد المغرب الإسلامي.

## مسيرته الصوفية
ومن أقوال الشيخ أبي مدين المأثورة: «ليس للقلب إلا وجهة واحدة متى توجه إليها حجب عن غيرها»، وقال: «الغيرة أن لا تعرف ولا تعرف وأغنى الأغنياء من أبدى له الحق حقيقة من حقه وأفقر الفقراء من ستر الحق حقه عنه».
عرف عبر التاريخ الإسلامي وفي كتب التراث والتاريخ الإسلامي، ككتاب ابن قنفذ و«دائرة المعارف الإسلامية» و«شذرات الذهب» للإمام الشعراني وفي كتاب الإمام الدكتور عبد الحليم محمود «شيخ الشيوخ أبو مدين الغوث» وفي العديد من المراجع الإسلامية، ويقال أنه تخرج علي يده ألف تلميذ وجميعهم من العلماء ولذلك يقال له شيخ مشايخ الإسلام، وإمام العباد والزهاد، وقد كان له الفضل في نشر الإسلام في بلدان غرب إفريقيا. والطريقة المدينية انبثقت عنها الطريقة الشاذلية والعديد من الطرق الصوفية، وقد ذكر المستشرق سبنسر تريمنجهام في كتابه «الطرق الصوفية في الإسلام» أن طريقة أبي مدين استمرت من خلال تلميذه عبد السلام بن مشيش (المتوفى عام 625 هـ/ 1228 م)، وأبو سعيد الباجي، ومن أعظم تلاميذه البارزين أبو الحسن الشاذلي الذي أسس الطريقة الشاذلية والتي انتشرت في شمال إفريقيا من المغرب العربي الي مصر، كما كان لها أتباع في سوريا وبلاد العرب كافة. لذلك فإن الشيخ أبو مدين الغوث شعيب ابن الحسين يعتبر قطب الأقطاب.

### تأثيره
يعد الشيخ شعيب الرجل الثاني بعد عبد القادر الجيلاني في تسلسل أخذ الطريقة الشاذلية لأبي الحسن الشاذلي الذي أخذ عن الشيخ عبد السلام بن مشيش عن أبي مدين شعيب عن عبد القادر الجيلاني، والتي آلت لسيدي لأبي العباس المرسي. ويعد الجد الأكبر لآل مدين الأسرة الصوفية بمصر ولقبه أبو مدين التلمساني نسبة إلى ابنه مدين الأول، وتلمسان المدينة التي توفي بها.
وممن تأثروا به في حضرموت:
- الفقيه المقدم محمد بن علي باعلوي مؤسس طريقة آل باعلوي الصوفية.
- الشيخ سعيد بن عيسى العمودي بوادي دوعن.
- الشيخ شهاب الدين أحمد بن عبد القادر باعشن أحد مشايخ قرية رباط باعشن.

## مؤلفاته
- «بداية المريدين»
- «أنس الوحيد»
- «تحفة الأريب»
- «ديوان شعره»

## كتب ألفت حوله
- عبد الحليم محمود، شيخ الشيوخ أبو مدين الغوث - حياته ومعراجه إلى الله. دار المعارف. 1985
- محمد الطاهر علاوي، العالم الرباني سيدي أبو مدين شعيب. شركة دار الأمة للطباعة والنشر والتوزيع الجزائر. 2004
- أحمد الغبريني، قاضي بجاية الذي ذكر ترجمته في بداية كتاب عنوان الدراية فيمن عرف من العلماء في المائة السابعة ببجاية.

## وصلات خارجية
- وثائقي من إنتاج وزارة الثقافة الجزائرية.